# 哈尼特郡 (北卡羅萊納州)
哈尼特县（英語：Harnett County）是美国北卡罗来纳州中部的一個縣，面積1,557平方公里。根据2020年美國人口普查，共有人口13萬3,568人。縣治利靈頓。該縣成立於1855年2月7日，縣名紀念大陆会议代表科尼利烏斯·哈尼特（Cornelius Harnett）。